# Глухой губно-зубной аппроксимант
Глухой губно‐зубной аппроксимант — согласный звук, встречающийся в некоторых разговорных языках. Символы в транскрипции МФА обозначается как ʋ̥ and f̞, а в X-SAMPA — P_0 (или v\_0) и f_o.
Глухой губно‐зубной аппроксимант — типичная реализация /f/ в диалекте английского языка индийцев ЮАР. Звонкий /v/ так же реализуется, как аппроксимант ([ʋ]), то есть имеет место противопоставление глухих и звонких губно-зубных аппроксимантов.

## Особенности
Особенности глухого губно‐зубного аппроксиманта:
- Место образования: губно‐зубной
- Способ образования: аппроксимант
- Тип фонации: глухой

## Примеры
| Язык       | Язык                   | Слово | МФА   | Значение  | Примечания                                        |
| ---------- | ---------------------- | ----- | ----- | --------- | ------------------------------------------------- |
| Английский | индийцы в Южной Африке | fair  | [ʋ̥eː] | 'ярмарка' | Соответствует фрикативному [f] в других акцентах. |